# سيلفا زورليفا
سيلفا زورليفا (بالبلغارية: Силва Зурлева)‏ (1958 - 2020)، هي صحفية بلغارية توفيت يوم 1 يناير 2020.